# Erhart ze Skal
Erhart ze Skal (kolem  1354 – červen 1415) byl moravský šlechtic z rodu pánů z Kunštátu, nejvýznamnější člen stařechovicko-skalské větve.

## Život
Erhart se narodil z manželství Archleba ze Stařechovic, který se uvádí mezi roky 1347–1388, a jeho první ženy Jitky. První písemná zmínka o Erhartovi ze Skal pochází z roku 1379, kdy byl ženatý s Markétou z Vildenberka, vdovou po Půtovi Šacléřovi z Vildenberka. Markéta měla v té době již dvě dospělé děti (syna Tasa a dceru Markétu, provdanou za Jana z Moravan) a mohla být i o dvacet let starší než Erhart. Sňatek s touto vdovou sice nepřinesl Erhartovi hmotné statky, ale byl důležitým politickým tahem, začleňujícím Stařechovické mezi významnou moravskou šlechtu. Markéta mu již vzhledem ke svému pokročilému věku nedala potomka. 
Pravděpodobně roku 1384 obdržel od otce hrad Skály, který nebyl ještě dostavěn, a začal se po něm psát. (V době, kdy vedle sebe vystupují až čtyři Erhartové z Kunštátu, je to důležité vodítko k jejich rozlišení.) V roce 1387 propukly na Moravě nepokoje a roku 1388 byl uzavřen landfrýd, ke kterému se připojil na jednom z čelních míst i Erhart ze Skal. O rok později Erhart zasedal u zemského soudu v Olomouci. V roce 1391 prodal svoji rodnou tvrz ve vsi Stařechovice svému příbuznému Erhartovi staršímu z Kunštátu a bydlel již pouze na hradě Skály, který byl v nejistých dobách mnohem bezpečnější, než stařechovická tvrz. Někdy před rokem 1392 zemřela jeho manželka a následně se podruhé oženil. Uvedeného roku nechal zapsat své druhé manželce Kunce věno 250 kop grošů na městečku Jimramov s tvrzí, alodiálním dvorem, mlýnem a rybníky, a na vsi Unčíně. Kunka porodila dceru Jitku, avšak při porodu nebo záhy po něm zemřela. 
V době moravských markraběcích válek se postavil na stranu markraběte Jošta. V březnu roku 1396 svěřil Erhartovi olomoucký biskup Mikuláš z Riesenburka správu a obranu hradu Blansek a panství blanenského. Roku 1398 Erhart poprvé vystoupil jako nejvyšší sudí brněnské cúdy. V tomto období, kdy mu zemřela i druhá žena, se Erhart roku 1398 oženil potřetí, a to s Eliškou z Bučovic, jež mu posléze porodila dvě dcery, Žofii a Annu. Erhart se nadále velmi aktivně zúčastnil bojů proti přívržencům mladšího moravského markraběte Prokopa. Roku 1401 velel oddílům brněnských měšťanů při dobývání Šlapanic, dále se mu podařilo dobýt hrad Lelekovice, který později získal jako odměnu za věrné služby. Tvrdě vystupoval proti Prokopovým hlavním hejtmanům, kterými byli Jan Sokol z Lamberka a jeho vzdálený příbuzný Hynek I. Suchý Čert z Kunštátu a Jevišovic. 
V roce 1406 opět po dlouhé době zasedaly zemské soudy a Erhart se znovu účastnil jednání v Brně a Olomouci jako nejvyšší sudí. Přesto nepokoje na Moravě neutichly a skončily až roku 1412, kdy byl v Brně sepsán nový landfrýd. Erhart ze Skal využil zasedání zemského soudu a nechal si do zemských desk zapsat Lelekovice, pustý hrad Plankenberk s Biskupicemi a Březinkou, které dříve obdržel od markraběte Jošta. Dne 8. května roku 1415 se Erhart ze Skal zúčastnil mimořádného sněmu v Brně, který byl reakcí na zostření Husova žaláře. V červnu téhož roku je náhle zmiňována vdova po něm. Smrt Erharta ze Skal byla tedy velmi náhlá a byl aktivní do posledních dnů svého života.
Erhart ze Skal se téměř třicet let aktivně účastnil dění na Moravě. V jeho osobě vymřela po meči stařechovicko-skalská větev rodu pánů z Kunštátu. Erhart po sobě kromě vdovy zanechal pouze nezaopatřené dcery z třetího manželství, Žofii a Annu; jako jejich sirotčí správce byl ustaven Erhart Puška z Kunštátu. Nejstarší dcera Jitka byla provdána již roku 1412 za Jošta Hechta z Rosic.  